# Grand Prix automobile de France 1927

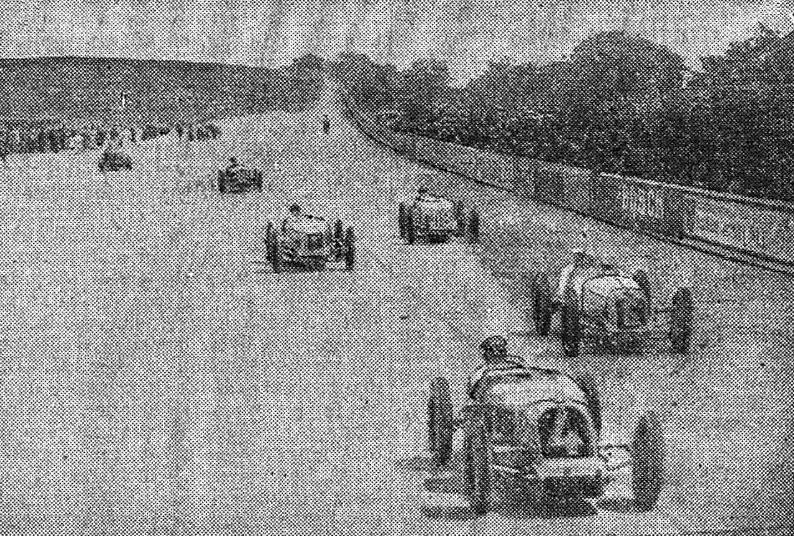
Départ du Grand Prix de l'A.C.F. 1927.

Le Grand Prix automobile de France 1927 est un Grand Prix organisé par l'Automobile Club de France qui s'est tenue sur l'autodrome de Linas-Montlhéry le 3 juillet 1927.
Avant l'épreuve, Gérard de Courcelles décède lors de la course "Formule Libre", sur Guyot-Spécial.

## Classement de la course

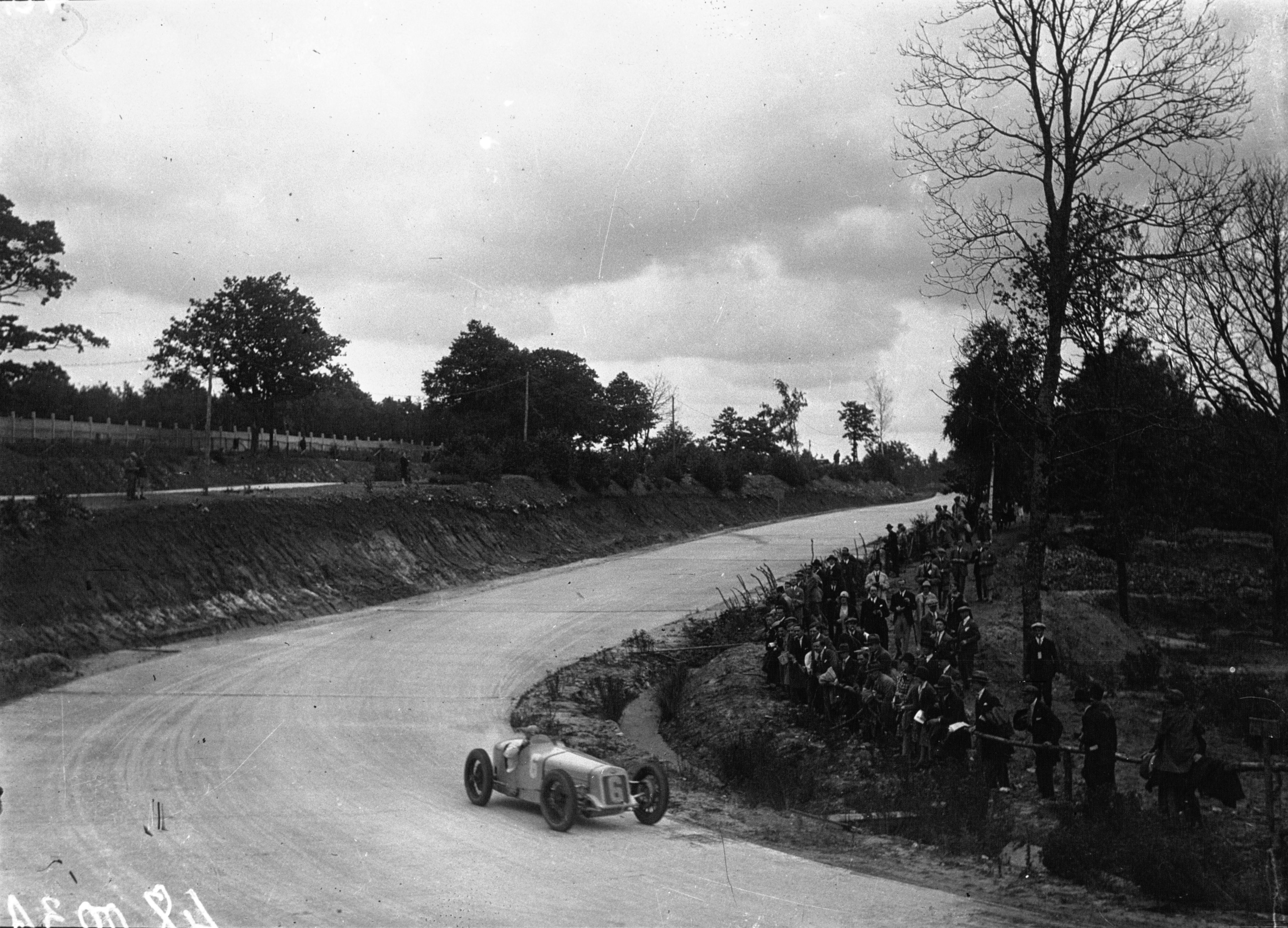
Robert Benoist lors du Grand Prix...

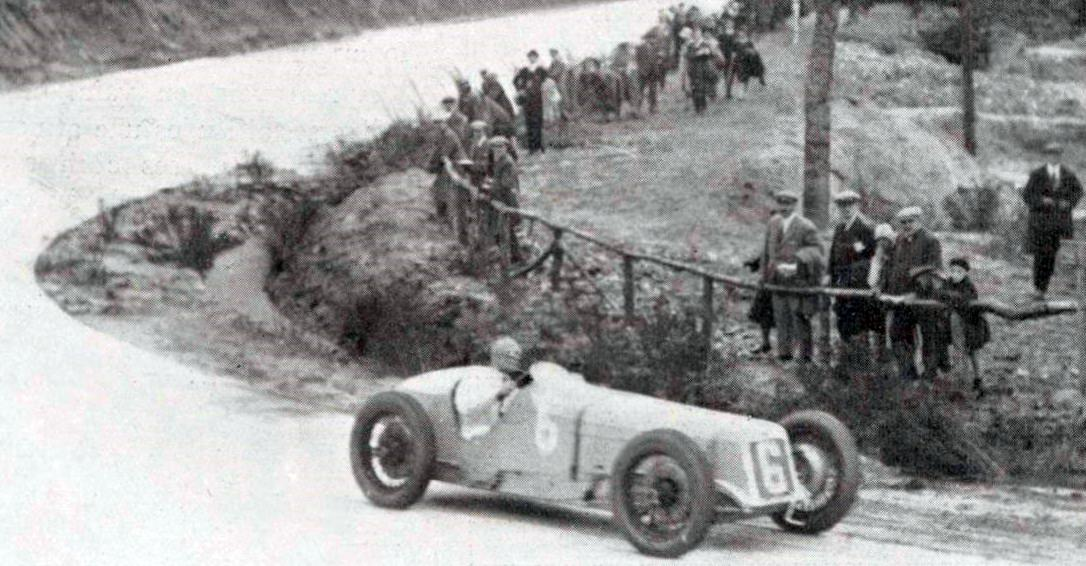
...au virage de Couard.

| Pos. | no | Pilote                                 | Châssis          | Tours | Temps/Abandon     | Grille |
| ---- | -- | -------------------------------------- | ---------------- | ----- | ----------------- | ------ |
| 1    | 6  | Robert Benoist                         | Delage 15S8      | 48    | 4 h 45 min 41 s 2 | 3      |
| 2    | 12 | Edmond Bourlier                        | Delage 15S8      | 48    | + 8 min 14 s 4    | 5      |
| 3    | 18 | André Morel                            | Delage 15S8      | 48    | + 25 min 50 s 2   | 7      |
| 4    | 10 | William Grover-Williams Jules Moriceau | Talbot 700       | 48    | + 38 min 48 s 8   | 4      |
| NC   | 16 | Louis Wagner                           | Talbot 700       | 42    | Moteur            | 6      |
| NC   | 2  | George Eyston                          | Bugatti Type 35B | 36    |                   | 1      |
| Abd. | 4  | Albert Divo                            | Talbot 700       | 23    | Compresseur       | 2      |

- Légende: Abd.=Abandon - NC=Non Classé..

## Pole position et record du tour
- Pole position :  George Eyston (Bugatti) par ballotage.
- Record du tour :  Robert Benoist (Delage) en 5 min 41 s.